# Praentomobryidae
Praentomobryidae (лат.) — ископаемое семейство скрыточелюстных членистоногих класса ногохвостки (Collembola).

## Описание
Обнаружены в бирманском янтаре (типовая серия: Kachin State, Hukawng Valley, 32 км ю.-з. Tanai, около Noije Bum, Мьянма, Юго-Восточная Азия). Меловой период, сеноманский ярус (около 100 млн лет).
Длина тела 1—2 мм. Усики 4-члениковые. Ботриотрихии и постантеннальный орган отсутствуют. Омматидии развиты. Мукро двузубчатое. 4-й абдоминальный сегмент крупный и почти в 2 раза длиннее второго. Первый грудной сегмент редуцирован.
Семейство Praentomobryidae был впервые описано в 2006 году американскими энтомологами К. Кристиансеном и Полом Насцимбене (Paul Nascimbene) по материалам, хранящимся в Американском музее естественной истории (Нью-Йорк) вместе с такими новыми ископаемыми видами, как Propachyotoma conica, Protoisotoma burma, Sminthurconus grimaldi, Proisotoma pettersonae, Grinnellia ventis и другими.
Рассматривается сестринским к Entomobryidae, Oncobryidae, Paronellidae. Возможно, к семейству Praentomobryidae относится и ранее описанный пермский род Permobrya Riek, 1976.
Включает 2 рода:
- Cretacentomobrya burma Christiansen et Nascimbene, 2006
- Praentomobrya avita Christiansen et Nascimbene, 2006